# Pseudocelleporina
Pseudocelleporina is een monotypisch mosdiertjesgeslacht uit de familie van de Celleporidae en de orde Cheilostomatida. De wetenschappelijke naam ervan is in 1986 voor het eerst geldig gepubliceerd door Mawatari.

## Soort
- Pseudocelleporina triplex Mawatari, 1986